# Jean-Marc Ayrault
Jean-Marc Ayrault (* 25. leden 1950 Maulévrier) je francouzský politik, v letech 2012 až 2014 předseda vlády. Dne 31. března 2014 podal demisi, a vyvodil tak osobní zodpovědnost za porážku socialistů v obecních volbách. Ve funkci jej nahradil ministr vnitra Manuel Valls.

## Vzdělání
Navštěvoval soukromou katolickou základní školu u sv. Josefa (école primaire catholique Saint-Joseph) v Maulévrier, poté v letech 1961–1968 Lycée Colbert. Později studoval němčinu na Univerzitě Nantes. V letech 1969-1970 strávil semestr na univerzitě ve Würzburgu v Bavorsku. Promoval v němčině v roce 1971 a v roce 1972 získal diplom absolventa pedagogiky.
Od roku 1973, kdy byl zvolen do Národního shromáždění, působil až do roku 1986 jako učitel německého jazyka.

## Politická kariéra
V letech 1989-2012 byl starostou města Nantes. Vedl také francouzskou socialistickou stranu v Národním shromáždění v letech 1997-2012. Od 16. května 2012 do 1. dubna 2014 byl premiérem Francie.

## Osobní život

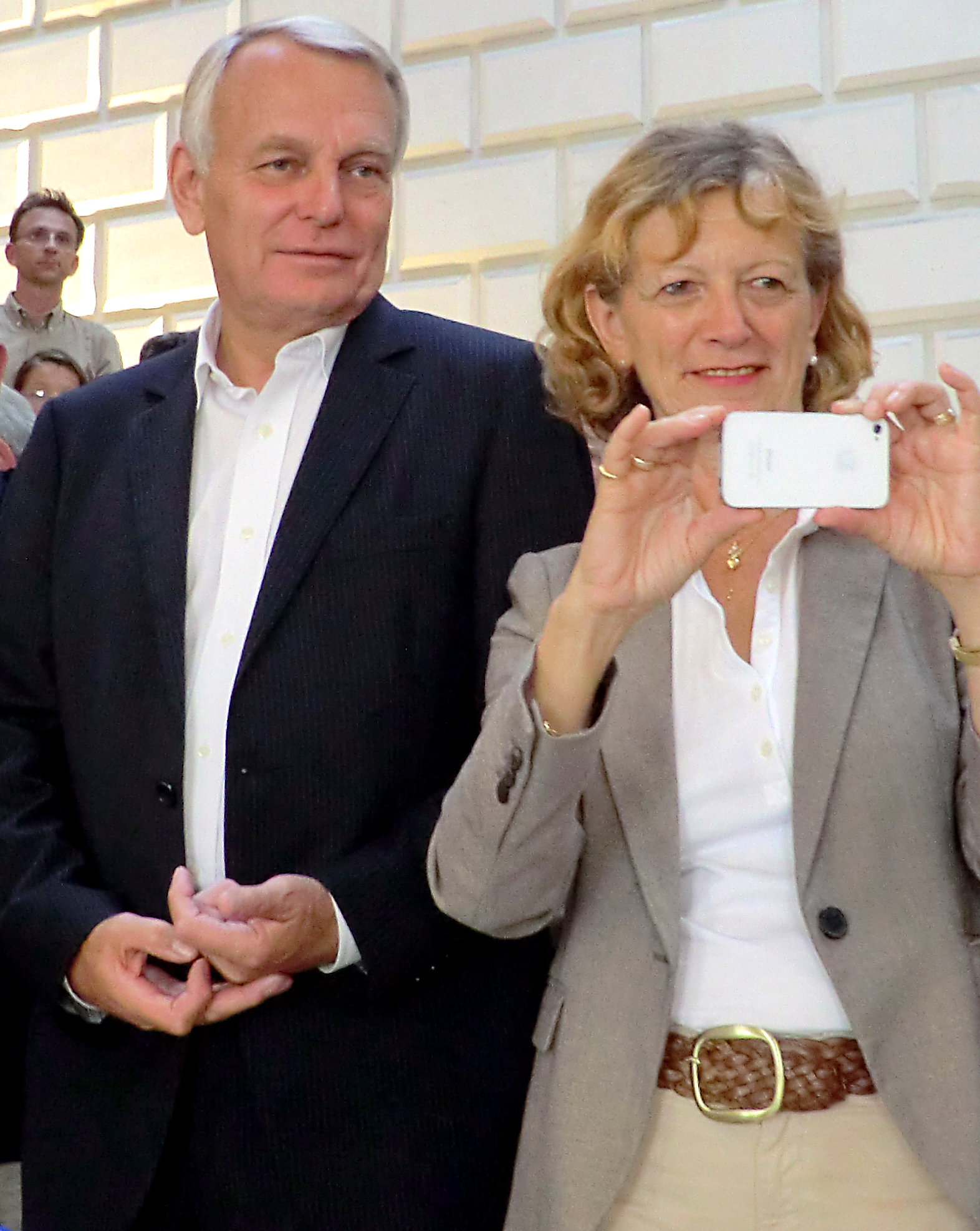
Jean-Marc Ayrault a jeho manželka Brigitte Ayrault

Jean-Marc Ayrault je ženatý, s manželkou Brigitte má dvě děti.